# Cratere Sampati
Sampati è un cratere sulla superficie di Bennu.
Il cratere è dedicato all'omonimo avvoltoio della mitologia induista le cui ali sono state bruciate dal Sole quando vi si avvicinò troppo durante una gara di volo con il fratello .